# Mieczysław Mokrzycki
Mons. ThDr. Mieczysław Mokrzycki (ukrajinsky Мечислав Мокшицький * 29. března 1961, Majdan Łukawiecki, Podkarpatské vojvodství, Polsko) je latinský arcibiskup lvovský polského původu.